# Ziziphus obovata
Ziziphus obovata är en brakvedsväxtart som först beskrevs av Ignatz Urban, och fick sitt nu gällande namn av Marshall Conring Johnston. Ziziphus obovata ingår i släktet Ziziphus och familjen brakvedsväxter. Inga underarter finns listade i Catalogue of Life.